# In the Hollow Hills
In the Hollow Hills è il centotrentunesimo album in studio del chitarrista statunitense Buckethead, pubblicato il 31 dicembre 2014 dalla Hatboxghost Music.

## Il disco
Centounesimo disco appartenente alla serie "Buckethead Pikes", In the Hollow Hills è uscito in contemporanea al precedente The Mighty Microscope, divenendo gli ultimi dischi pubblicati dal chitarrista nel 2014.

## Tracce
Musiche di Buckethead.
1. In the Hollow Hills – 7:51
2. Ghosts of Broken Eggs – 13:23
3. Bumper Cars – 1:29
4. Seas and Stars – 6:18

## Formazione
- Buckethead – chitarra, basso, programmazione